# Марта Джидо
Марта Джидо (на полски: Marta Dzido) е полска режисьорка, сценаристка, журналистка и писателка на произведения в жанра драма.

## Биография и творчество
Марта Джидо е родена на 19 януари 1981 г. в Полша. Дебютира на 16-годишна възраст, публикувайки произведения в списанията „Krzywe Koło Literatury“ и „Koło Podkowa“.
Завършва Държавнота висше филмово, телевизионно и театрално училище „Леон Шилер“ в Лодз.
Като сценарист, сърежисьор и копродуцент, заедно с режисьора Пьотър Сливовски, прави филмите „Wszystko co chcielibyscie wiedziec o kapuscie, ale baliscie sie zapytac“ (Всичко, което бихте искали да знаете за зелето, но се страхувахте да попитате), „Solidarnosc wedlug kobiet“ (Солидарност според жените), „Downtown – Miasto Downów“ (Център), и др. „Downtown – Miasto Downów“ печели наградата за документален филм „Холивудски орел“ през 2011 г. и специална награда от Полския филмов институт.
Първата ѝ новела „Ślad po mamie“ (Оставен от мама) е публикувана през 2003 г. и представя темата за абортите и забременяване вследствие на връзка в средното училище.
Първият ѝ роман „Małż“ (Мида) е издаден през 2005 г. Романът представя положението на младите жени на пазара на труда и терора на модата и красотата. Той е приет много добре от литературната критика.
Вторият ѝ роман „Matrioszka“ (Матрьошка) е издаден през 2013 г. В него в две истории се развива темата за поколенията и за многократния проблем с алкохолизма в полското семейство, за това как историята на майката също е историята на дъщерята, и как втората повтаря грешките на първата, една алегория с популярните матрьошки.
През 2018 г. е издаден романът ѝ „Тръпка“ („Frajda“). В него писателката представя темата за любовта по време на съзряването и нейното разгаряне след повече от 20 години. През 2019 г. получава наградата за литература на Европейския съюз. В български превод романът излиза през 2022 г.
Нейни произведения са публикувани в антологиите „Proza życia“, „Wolałbym nie“ и „Walka jest kobietą“.

## Произведения

### Самостоятелни романи
- Ślad po mamie (2003, 2006) – новела
- Małż (2005)
- Matrioszka (2013)
- Тръпка (Frajda) (2018) – награда за литература на Европейския съюз

### Документалистика
- Kobiety Solidarności (2016)

### Филмография
- 2002 Jeden dzień z życia małej dziewczynki
- 2004 To my
- 2006 Wszystko co chcielibyscie wiedziec o kapuscie, ale baliscie sie zapytac
- ?? Paktofonika – hip-hopowa podróż do przeszłości
- ?? Downtown – Miasto Downów
- ?? Siłaczki
- 2014 Solidarnosc wedlug kobiet